# Bistrița
Bistrița là một thành phố România. Thành phố là thủ phủ hạt Bistrița-Năsăud. Đây là thành phố lớn thứ 31 quốc gia này. Thành phố Bistrița có dân số 81.467 người (theo điều tra dân số năm 2002), diện tích km2. Thành phố có độ cao 360 mét trên mực nước biển.

## Khí hậu
| Dữ liệu khí hậu của Bistrița             | Dữ liệu khí hậu của Bistrița | Dữ liệu khí hậu của Bistrița | Dữ liệu khí hậu của Bistrița | Dữ liệu khí hậu của Bistrița | Dữ liệu khí hậu của Bistrița | Dữ liệu khí hậu của Bistrița | Dữ liệu khí hậu của Bistrița | Dữ liệu khí hậu của Bistrița | Dữ liệu khí hậu của Bistrița | Dữ liệu khí hậu của Bistrița | Dữ liệu khí hậu của Bistrița | Dữ liệu khí hậu của Bistrița | Dữ liệu khí hậu của Bistrița |
| Tháng                                    | 1                            | 2                            | 3                            | 4                            | 5                            | 6                            | 7                            | 8                            | 9                            | 10                           | 11                           | 12                           | Năm                          |
| ---------------------------------------- | ---------------------------- | ---------------------------- | ---------------------------- | ---------------------------- | ---------------------------- | ---------------------------- | ---------------------------- | ---------------------------- | ---------------------------- | ---------------------------- | ---------------------------- | ---------------------------- | ---------------------------- |
| Cao kỉ lục °C (°F)                       | 13.2 (55.8)                  | 17.8 (64.0)                  | 25.3 (77.5)                  | 27.9 (82.2)                  | 31.1 (88.0)                  | 34.0 (93.2)                  | 35.2 (95.4)                  | 34.9 (94.8)                  | 32.0 (89.6)                  | 27.1 (80.8)                  | 21.6 (70.9)                  | 15.1 (59.2)                  | 35.2 (95.4)                  |
| Trung bình ngày tối đa °C (°F)           | −0.1 (31.8)                  | 3.0 (37.4)                   | 9.3 (48.7)                   | 15.7 (60.3)                  | 20.7 (69.3)                  | 23.2 (73.8)                  | 24.7 (76.5)                  | 24.6 (76.3)                  | 21.0 (69.8)                  | 15.4 (59.7)                  | 8.0 (46.4)                   | 1.8 (35.2)                   | 13.9 (57.0)                  |
| Trung bình ngày °C (°F)                  | −5.0 (23.0)                  | −2.1 (28.2)                  | 3.1 (37.6)                   | 9.1 (48.4)                   | 14.3 (57.7)                  | 17.0 (62.6)                  | 18.3 (64.9)                  | 17.6 (63.7)                  | 13.5 (56.3)                  | 8.0 (46.4)                   | 3.2 (37.8)                   | −1.8 (28.8)                  | 7.9 (46.2)                   |
| Tối thiểu trung bình ngày °C (°F)        | −9.6 (14.7)                  | −6.1 (21.0)                  | −1.6 (29.1)                  | 3.5 (38.3)                   | 7.9 (46.2)                   | 11.0 (51.8)                  | 12.2 (54.0)                  | 11.7 (53.1)                  | 8.0 (46.4)                   | 3.0 (37.4)                   | −0.4 (31.3)                  | −5.2 (22.6)                  | 2.9 (37.2)                   |
| Thấp kỉ lục °C (°F)                      | −33.8 (−28.8)                | −33.2 (−27.8)                | −22.0 (−7.6)                 | −5.7 (21.7)                  | −3.0 (26.6)                  | 0.3 (32.5)                   | 3.2 (37.8)                   | 2.4 (36.3)                   | −4.6 (23.7)                  | −9.0 (15.8)                  | −24.0 (−11.2)                | −26.6 (−15.9)                | −33.8 (−28.8)                |
| Lượng Giáng thủy trung bình mm (inches)  | 46 (1.8)                     | 31 (1.2)                     | 34 (1.3)                     | 57 (2.2)                     | 76 (3.0)                     | 97 (3.8)                     | 87 (3.4)                     | 68 (2.7)                     | 43 (1.7)                     | 41 (1.6)                     | 47 (1.9)                     | 50 (2.0)                     | 677 (26.7)                   |
| Lượng tuyết rơi trung bình cm (inches)   | 13.9 (5.5)                   | 14.3 (5.6)                   | 9.8 (3.9)                    | 2.0 (0.8)                    | 0.0 (0.0)                    | 0.0 (0.0)                    | 0.0 (0.0)                    | 0.0 (0.0)                    | 0.0 (0.0)                    | 3.5 (1.4)                    | 3.8 (1.5)                    | 7.2 (2.8)                    | 54.5 (21.5)                  |
| Số ngày giáng thủy trung bình (≥ 1.0 mm) | 9                            | 8                            | 7                            | 9                            | 11                           | 12                           | 10                           | 8                            | 7                            | 6                            | 9                            | 11                           | 107                          |
| Số giờ nắng trung bình tháng             | 67.3                         | 92.8                         | 147.9                        | 171.1                        | 225.9                        | 232.5                        | 259.6                        | 258.0                        | 196.3                        | 167.5                        | 78.3                         | 48.8                         | 1.946                        |
| Nguồn: NOAA                              |                              |                              |                              |                              |                              |                              |                              |                              |                              |                              |                              |                              |                              |